# Bowfinger
Bowfinger (también conocida como El director chiflado en Hispanoamérica, y como Bowfinger: el pícaro en España) es una película estadounidense de 1999, protagonizada por Steve Martin, Eddie Murphy y Heather Graham. Fue dirigida por Frank Oz con guion del propio Steve Martin.

## Sinopsis
Bobby Bowfinger (Steve Martin) es un productor de cine en decadencia y totalmente arruinado, pero se le ocurre una idea. Para llevarla a cabo empieza a contratar a actores nóveles, como Daisy (Heather Graham), y estrellas olvidadas como Carol (Christine Baranski), pero ahí no acaba su plan, sino que intentará rodar una película con el personaje más famoso de Hollywood sin que él se entere, aunque los demás actores de la película creerán que sí está contratado. Para perfeccionar su plan contrata a Jiff Ramsey (Eddie Murphy), hermano del famoso al que están engañando y que es algo tonto, además de un completo desconocido, y que hará las escenas que el propio Kit (el actor famoso) no pueda hacer.

## Ficha artística
- Steve Martin - Bobby Bowfinger
- Eddie Murphy - Kit Ramsey/Jiffrenson 'Jiff' Ramsey
- Heather Graham - Daisy
- Christine Baranski - Carol
- Jamie Kennedy - Dave
- Adam Alexi-Malle - Afrim
- Kohl Sudduth - Slater
- Robert Downey Jr. - Jerry Renfro (cameo)

## Curiosidades
- Steve Martin ha reconocido que el personaje de Daisy (Heather Graham) está inspirado en una actriz de Hollywood con la que tuvo una relación hace unos años, Anne Heche.

- Datos: Q895440